# 1909
Évszázadok: 19. század – 20. század – 21. század
Évtizedek: 1850-es évek – 1860-as évek – 1870-es évek – 1880-as évek – 1890-es évek – 1900-as évek – 1910-es évek – 1920-as évek – 1930-as évek – 1940-es évek – 1950-es évek
Évek: 1904 – 1905 – 1906 – 1907 –  1908 – 1909 – 1910 – 1911 – 1912 – 1913 – 1914

## Események

### Határozott dátumú események
- február 6. – Osztrák-magyar–török szerződés, melyben a törökök elismerik Bosznia-Hercegovina annexióját.[1]
- február 14. – Gróf Károlyi Mihályt az Országos Magyar Gazdasági Egyesület (OMGE) elnökévé választják.[2]
- február 17. – Megalakul a bécsi parlament Szláv Egység nevű cseh-szlovén-horvát-ukrán parlamenti klubja, melyben a galíciai lengyelek nem vesznek részt. (A blokk 1910 nyarán szétesik.)[3]
- február 28. – Nemzeti nőnapot tartanak az Amerikai Egyesült Államokban.
- február 29. – Megegyezés a Monarchia és Törökország között, melynek értelmében felfüggesztik a berlini kongresszus határozatainak Montenegró szuverenitását sértő 29. pontját.[4]
- március 29. – A közös minisztertanács részleges mozgósítást határoz el Szerbia ellen.[5]
- március 31. – Szerbia – az orosz kormány javaslatára – elfogadja Bosznia-Hercegovina annexióját.[6]
- április 1. – A Monarchia az annexiós válságra hivatkozva ismét megtiltja a szerb áruk bevitelét.[7]
- április 27. – II. Abdul-Hamid szultánt letaszítják és helyébe V. Mehmedet nevezik ki.
- július 14. – Németországban Theobald von Bethmann-Hollweg kancellár alakít kormányt.[8]
- szeptember 30. – A tengereken érvényes nemzetközi hadijogban érvényesül a „zsákmányszerzési rend”.[9]

### Határozatlan dátumú események
- az év folyamán –
  - Robert Peary amerikai sarkkutató eléri az Északi-sarkot. Állítását sokan kétkedve fogadják.
  - Nők is beiratkozhatnak a német egyetemekre.
  - Megjelenik az occidental nyelv első tervezete.
  - A magyar képviselőház törvénnyel szabályozza a kivándorlást.
  - A franciák lemondatják a Comore-szigeteki Szalima Masamba mohéli királynőt, és a Comore-szigetek francia gyarmati uralom alá kerül.
  - Spanyolország háborúja Marokkó ellen.

## Az év témái

### 1909 a festészetben
- december 30. – A nyolcak első kiállításának megnyitója.

### 1909 a filmművészetben
- A londoni Palace varietében levetítették az első színes hatású filmet.
- december 11. – New Yorkban először mutatnak be színes filmet. Kinemacolorral készítették.
- A Corner in Wheat – rendezte: D. W. Griffith
- A Drunkard's Reformation – rendezte: D. W. Griffith
- Princess Nicotine – rendezte: J. Stuart Blackton
- Le Locataire diabolique – rendezte: Georges Méliès
- Les Joyeux microbes – rendezte: Émile Cohl
- A pest riporter – rendezte Fodor Aladár
- A sakkjáték őrültje – rendezte: Nagy Endre
- A szabadkai dráma – rendezte: Bárdi Ödön és Zsitkovszky Béla

### 1909 az irodalomban
- december 7. – Budapesten a Vígszínházban bemutatják Molnár Ferenc Liliom című színművét.[10]
- Ady Endre megírja „A föl-földobott kő” c. versét.
- Babits Mihály az 1902 és 1908 között írt verseit a Levelek Iris koszorújából című gyűjteményes kötetében adja újra közre.
- Megjelenik Ivan Krasko szlovák költő Nox et solitudo című verseskötete, a modern szlovák irodalom jelentős alkotása.[11]
- Megjelenik Móricz Zsigmond Hét krajcár című novelláskötete.

### 1909 a légi közlekedésben
- július 27. – Orville Wright rekordot állított fel: közel egy és negyed órát tartózkodott a levegőben egyhuzamban repülő gépezetével.
- Louis Blériot francia mérnök elsőként repüli át repülőgépével a Csatornát (La Manche).
- Az első motoros repülés Magyarországon a francia Louis Blériot nevéhez fűződik, aki, miután 1909. október 17-én emelkedett a levegőbe egy bemutató keretében, az akkori Kis-rákos gyakorlótéren.
  - Rákos-mezőn Adorján János felszáll az általa tervezett Libellával, az első magyar gyártmányú repülőgéppel.

### 1909 a sportban
- A FTC nyeri az NB 1-et. Ez a klub negyedik bajnoki címe.
- augusztus 2. – megalakul a Kispesti AC sportegyesület.
- Lásd még: 1909-ben alapított labdarúgóklubok listája

### 1909 a tudományban
- Hans Geiger német fizikus feltalálja a róla elnevezett radioaktivitás-mérőt.
- Paul Ehrlich és Szahacsiro Hata felfedezi a vérbaj gyógyszerét, a Salvarsant.
- Az első műanyag, bakelit üzemszerű előállítása.

### 1909 a zenében
- január 2. – Berlinben bemutatják Bartók Béla 2. szvitjét.[12]
- január 27. – Bartók Béla befejezi I. vonósnégyesét
- Bécsben bemutatják Lehár Ferenc Luxemburg grófja című operettjét.

## Születések
- január 2. – Tömpe István magyar politikus, televízió-elnök († 1988)
- január 9. – Anthony Mamo máltai politikus, főkormányzó, majd az első köztársasági elnök († 2008)
- január 25. – Ignácz Rózsa magyar író, műfordító († 1979)
- január 27. – Vera Georgijevna Dulova orosz hárfaművész († 2000)
- január 31. – Farádi László magyar orvos, politikus, miniszterhelyettes († 1993)
- február 1. – Képes Géza magyar költő, műfordító († 1989)
- február 8. – Lomb Kató tolmács, fordító, nyelvzseni († 2003)
- február 11. – Joseph L. Mankiewicz amerikai író, Oscar-díjas filmrendező († 1993)
- február 11. – Báti László irodalomtörténész, egyetemi tanár († 1978)
- február 26. – Berzsenyi Ralph olimpiai ezüstérmes sportlövő († 1978)
- március 5. – Székely András magyar úszó († 1943)
- március 8. – Rajk László politikus, belügyminiszter († 1949)
- március 14. – Bársony Rózsi színésznő († 1977)
- március 22. – James M. Gavin Egyesült Államok legfiatalabb tábornoka a II. világháború folyamán († 1990)
- április 3. – Badiny Jós Ferenc, történész († 2007)
- április 6. – Povl Bang-Jensen, dán diplomata († 1959)
- április 14. – Komoróczy György történész, polonista, főlevéltáros († 1981)
- április 22. – Rita Levi-Montalcini olasz neurológus, aki Stanley Cohen kollégájával megosztva kapta az 1986-os fiziológiai vagy orvostudományi Nobel-díjat a növekedési faktorok felfedezéséért († 2012)
- április 24. – Bernhard Grzimek német zoológus, filmrendező († 1987)
- április 28. – Vilko Novak magyarországi születésű szlovén etnológus, nyelvész, történész († 2003)
- május 5. – Radnóti Miklós, a huszadik század egyik legjelentősebb magyar költője († 1944)
- május 9. – Hámory Imre operaénekes († 1967)
- június 12. – Dunay Pál, Európa-bajnok vívó († 1993)
- július 9. – David Frankfurter zsidó orvostanhallgató, Wilhelm Gustloff gyilkosa († 1982)
- július 23. – Szüdi György magyar költő († 1964)
- július 24. – Károlyi Amy magyar költő († 2003)
- július 28. – Malcolm Lowry angol író († 1957)
- július 29. – Herbert Schultze német tengeralattjáró-parancsnok a II. világháborúban († 1987)
- július 31. – Halassy Olivér kétszeres olimpiai bajnok vízilabdázó, úszó († 1946)
- augusztus 10. – Leo Fender rádiómérnök, hangszertervező († 1991)
- augusztus 28. – Ágoston Julián Imre ciszterci szerzetes, író, költő († 1969)
- augusztus 30. – Tadeusz Sołtyk lengyel mérnök, repülőgép-tervező († 2004)
- augusztus 31. – Fejtő Ferenc történész, Széchenyi-díjas író († 2008)
- szeptember 7. – Elia Kazan amerikai filmrendező († 2003)
- szeptember 10. – Halmos László zeneszerző, karnagy († 1997)
- szeptember 21. – Kwame Nkrumah afrikai politikus, a független Ghána első miniszterelnöke († 1972)
- szeptember 23. – Móricz Virág magyar író († 1995)
- szeptember 27. – Tóth Imre, azaz Amerigo Tot, magyar származású szobrászművész († 1984)
- szeptember 29. – Kertész Erzsébet magyar író († 2005)
- október 4. – Szalay Sándor magyar fizikus, a magyar atommagkutatás megalapítója († 1987)
- október 4. – Jankó József magyar agrárközgazdász, egyetemi tanár († 1992)
- október 7. – Bóbis Gyula olimpiai bajnok birkózó († 1972)
- október 9. – Jacques Tati filmrendező, színész († 1982)
- október 16. – Mezey Mária színésznő († 1983)
- október 21. – Heinrich Bleichrodt német tengeralattjáró-parancsnok, aki a tizennegyedik legeredményesebb tengeralattjáró-ász volt a második világháborúban († 1977)
- november 3. – Hepp Ferenc sportvezető, pszichológus, testnevelőtanár († 1980)
- november 7. – Szobonya Zoltán, az 1956-os forradalomban a jánoshalmi forradalmi megmozdulások egyik vezetője, a forradalom mártírja († 1958)
- november 21. – Bordy Bella magyar balettművész, érdemes művész († 1978)
- november 22. – Mihail Leontyjevics Mil szovjet helikoptertervező († 1970)
- november 24. – Gerhard Gentzen német matematikus († 1945)
- november 24. – Mérei Ferenc magyar pszichológus, pedagógus († 1986)
- november 26. – Eugène Ionesco román származású francia író, az abszurd dráma és az abszurd színház egyik megteremtője. A ’Patafizikai Társaság egyik tagja († 1994)
- november 27. – Szabó Miklós operaénekes, zenei műfordító († 1999)
- november 30. – Darvas Szilárd magyar költő, író, humorista († 1961)
- december 3. – Bognár Géza villamosmérnök, az MTA tagja († 1987)
- december 18. – Bényi László festőművész, művészeti szakíró († 2004)
- december 25. – Gleb Jevgenyjevics Lozino-Lozinszkij orosz nemzetiségű szovjet mérnök, repülőgép-tervező († 2001)
- december 31. – Kozma Endre magyar motor- és autóversenyző († 1942)

## Halálozások
- január 2. – Szamossy László magyar festőművész (* 1866)
- január 8. – Harry Seeley angol paleontológus (* 1839)
- január 10. – Joannovics György politikus, nyelvész, újságíró, az MTA tagja (* 1821)
- február 27. – Albert Midlane angol keresztény énekszerző (* 1825)
- március 22. – Erkel Gyula magyar zeneszerző, Erkel Ferenc fia (* 1842)
- április 13. – Cserháti Sándor gazdasági akadémiai tanár, szakíró (* 1852)
- május 14. – Klug Nándor orvos, fiziológus, az MTA tagja (* 1845)
- június 19. – Abafi Lajos irodalomtörténész, könyvkiadó, bibliográfus, lepkész (* 1840)
- július 3. – Antti Jalava finn tanár, író, irodalomtörténész, nyelvész, műfordító, az MTA levelező tagja (* 1846)
- július 18. – Zöllner István lakatossegéd, birkózó (* 1885)
- augusztus 8. – Joseph Frederick Whiteaves, angol paleontológus (* 1835)
- szeptember 6. – Bartal Antal klasszika-filológus, az MTA tagja (* 1829)
- szeptember 27. – Donáth Gyula magyar szobrászművész (* 1850)
- november 9. – Gyulai Pál magyar költő, kritikus, irodalomtörténész, egyetemi tanár (* 1826)
- November 27. – Joó Béla, szentesi festőművész
- november 30. – Károly Tivadar bajor herceg a Wittelsbach-ház Pfalz–Birkenfeld–Gelnhausen mellékágának tagja, korának elismert szemszakorvosa, Erzsébet királyné öccse (* 1839)
- december 12. – Karl Krumbacher német filológus, a korszerű bizantinológia megalapítója, az MTA tagja (* 1856)
- december 15. – Francisco Tárrega spanyol zeneszerző és gitárművész (* 1852)
- december 17. – II. Lipót belga király (* 1865)

## Nobel-díjasok
- A Nobel-díjat a svéd Alfred Nobel alapította, 1901 óta adják át, melyet a Svéd Királyi Tudományos Akadémia ítél oda a tudomány, az irodalom és humanitárius területen kimagasló eredményt elért magánszemélyeknek, illetve intézményeknek.

| Fizikai            | Karl Ferdinand Braun német és Guglielmo Marconi, olasz fizikusok                    |
| Kémiai             | Wilhelm Ostwald német kémikus                                                       |
| Orvosi-fiziológiai | Theodor Kocher svájci orvos                                                         |
| Irodalmi           | Selma Ottilia Lovisa Lagerlöf svéd írónő                                            |
| Béke               | Auguste Beernaert belga és Paul Henri d'Estournelles de Constan francia politikusok |